# بطولة أمريكا الجنوبية لكرة الطائرة للرجال 1951
أقيمت بطولة أمريكا الجنوبية لكرة الطائرة للرجال 1951 في نسختها الأولى في ريو دي جانيرو في البرازيل.

## الترتيب النهائي
| المركز | المنتخب    |
| ------ | ---------- |
|        | البرازيل   |
|        | الأوروغواي |
|        | بيرو       |
| 4      | الأرجنتين  |

1. 1 2 3 4 5  "Sud. Mayores - Masculino". كونفدرالية أمريكا الجنوبية لكرة الطائرة. اطلع عليه بتاريخ 2023-11-20.